# Rüdiger Götze
Rüdiger Götze (* 2. Juni 1942 in Erfurt; † 3. August 2017) war ein deutscher Theaterschauspieler und -regisseur. Von 1988 bis 1991 war er Intendant des Gerhart-Hauptmann-Theater Görlitz-Zittau.

## Leben und Wirken
Nach einer Ausbildung zum Elektroinstallateur arbeitete der aus einer Künstlerfamilie stammende Götze zunächst als Beleuchter am Theater und absolvierte dann ein Schauspielstudium. Seine ersten Engagements hatte er an Bühnen in Greifswald und Berlin. Von 1975 bis 1982 gehörte Götze zum Ensemble des Gerhart-Hauptmann-Theater Görlitz-Zittau, danach wechselte er an das Theater Magdeburg. 1984 kehrt Götze an das Gerhart-Hauptmann-Theater Görlitz-Zittau zurück und leitete das Haus Zittau als Direktor.
Nach der Entflechtung des Zittauer und Görlitzer Theater wurde Götze 1988 Intendant des Gerhart-Hauptmann-Theaters Zittau. Nach der Wende war Götze im September 1990 neben dem Superintendenten Dietrich Mendt einer der Initiatoren der Gründung des Fördervereins Freunde des Zittauer Theaters e.V. 1991 wurde Götze als Intendant durch Manfred Haacke abgelöst. Bis 1997 arbeitete Götze als Schauspieler und Regisseur am Zittauer Theater.
Nachdem sein Vertrag 1997 durch den neuen Intendanten Klaus Stephan nicht verlängert worden war, arbeitete Götze als freier Schauspieler in Berlin, Schwerin, Frankfurt (Oder), Schwedt, Cottbus, Rostock, Reutlingen und Stuttgart.
Götze stand seit 1963 in über 250 Rollen auf der Bühne und führte ca. 40 mal Regie. Zu seinen bedeutendsten Rollen am Zittauer Theater gehörten der Emanuel Striese in Der Raub der Sabinerinnen und der Heinrich Faust im Urfaust. Daneben übernahm Götze auch einige Filmrollen. 1973 war er in Die kluge Susanne zu sehen, 1975 spielte er den Rudi Semmler in Polizeiruf 110: Die Rechnung geht nicht auf und 2003 in zwei Episoden von Berlin Bohème den Otto Eckert. Seine letzte Filmrolle verkörperte Götze 2015 unter der Regie von Rosa von Praunheim als Opa in Härte.
Das Gerhart-Hauptmann-Theater Görlitz-Zittau, bei dem er 22 Jahre engagiert war, ernannte ihm auf Grund seiner langjährigen Verdienste zum Ehrenmitglied. 2015 erhielt Götze anlässlich des 25-jährigen Bestehens der Freunde des Zittauer Theaters e.V. die Ehrenmitgliedschaft. 
Götze war zuletzt verwitwet und lebte in Cottbus.